# Gelastocephalus ornithoides
Gelastocephalus ornithoides är en insektsart som beskrevs av George Willis Kirkaldy 1906. Gelastocephalus ornithoides ingår i släktet Gelastocephalus och familjen kilstritar. Inga underarter finns listade i Catalogue of Life.